# French Bar Canyon
French Bar Canyon är en kanjon i Kanada.   Den ligger i provinsen British Columbia, i den sydvästra delen av landet, 3 400 km väster om huvudstaden Ottawa. French Bar Canyon ligger 331 meter över havet.
Terrängen runt French Bar Canyon är varierad. French Bar Canyon ligger nere i en dal. Trakten runt French Bar Canyon är nära nog obefolkad, med mindre än två invånare per kvadratkilometer..
I omgivningarna runt French Bar Canyon växer i huvudsak barrskog.